# Aspergillus flavus
Aspergillus flavus is een schimmel die onder meer aangetroffen wordt bij opslag van mais en pinda's. De schimmel staat ook bekend vanwege zijn pathogene eigenschappen in verband met aspergillose van de longen en het veroorzaken van infecties van de cornea en otomycose. Aspergillus flavus maakt ook een aflatoxine, een carcinogene en toxische stof. De sporen van A. flavus veroorzaken allergene reacties.